# Silver Convention
Silver Convention est un groupe allemand de disco, actif entre 1974 et 1979, originaire d'Allemagne de l'Ouest. Le groupe est initialement nommé Silver Bird Convention ou Silver Bird.

## Histoire
Le groupe est formé à Munich par les producteurs et auteurs-compositeurs Sylvester Levay et Michael Kunze. Le nom du groupe est choisi d'après le surnom de Sylvester Levay : Silver. À la fin des années 1960, Michael Kunze est un parolier pop écrivant des chansons de protestation en allemand ; lorsque ce style passe de mode, il commence à produire des enregistrements de musique pop et de publicités. Ayant grandi en Yougoslavie, Levay développe quant à lui un goût pour la musique américaine, puis devient arrangeur de musique et parolier.
Travaillant avec les chanteuses studio Gitta Walther, Lucy Neale, Betsy Allen, Roberta Kelly et Jackie Carter pour leurs premiers enregistrements, ils marquent un seul succès au Royaume-Uni en 1975 avec la chanson Save Me qui culmine à la trentième position du palmarès anglais. Ils n'étaient jusqu'alors qu'un groupe de studio, mais réalisent qu'il va leur falloir trouver des pros de la scène pour leurs prestations publiques.
Silver Convention fait irruption sur les scènes américaine et canadienne avec le titre Fly, Robin, Fly, dont les paroles sont composées de seulement six mots différents (Fly, Robin, Up, To, The, Sky). La chanson atteint la première place des palmarès et s'y maintient durant trois semaines fin novembre et début décembre 1975 ; elle remporte le Grammy Award de la meilleure performance RnB instrumental. Le groupe vend plus d'un million d'exemplaires et reçoit un disque d'or de la Recording Industry Association of America en décembre 1975.  Au départ intitulée Run Rabbit, Run, la chanson est rapidement modifiée par les auteurs avant l'enregistrement. Leur succès suivant Get Up and Boogie, qui comprenait également six mots différents (Get, Up, And, Boogie, That's, Right), atteint la première place au Canada le 15 juin 1976, reste trois semaines à la deuxième place aux États-Unis en juin 1976 et culmine également à la septième place au Royaume-Uni, en mai 1976. Leur morceau suivant, No No Joe, atteint seulement la soixantième place en septembre 1976. Le trio tentent de reproduire le son qui lui avait réussi avec d'autres singles, mais ceux-ci ne sont que des succès mineurs. À cette époque, Linda G. Thompson quitte le groupe ; un casting ouvert pour trouver la nouvelle chanteuse du groupe permet de la remplacer par la new-yorkaise Rhonda Heath.

## Discographie

### Albums studio
- Silver Convention (autre titre figurant sur certaines éditions de l'album dans certains pays : Save Me)
- 1976 : Get Up and Boogie
- 1976 : Madhouse
- 1977 : Summernights
- 1978 : Love in a Sleeper

### Singles
- 1975 : Save Me
- 1975 : Save Me (Special Disco Mix)
- 1975 : Save Me Again
- 1975 : Always Another Girl
- 1975 : I Like It
- 1975 : Fly, Robin, Fly
- 1975 : Tiger Baby
- 1976 : Get Up and Boogie
- 1976 : Son of a Gun
- 1976 : Tiger Baby
- 1976 : No, No, Joe
- 1976 : Thank You, Mr. D.J.
- 1976 : Everybody's Talking 'Bout Love
- 1976 : Dancing in the Aisles (Take Me Higher)
- 1977 : Land of Make Believe
- 1977 : Fancy Party
- 1977 : Everybody's Talking 'Bout Love
- 1977 : Telegram
- 1977 : Midnight Lady
- 1977 : The Boys from Liverpool
- 1977 : Blame it on the Music
- 1977 : Summernights
- 1977 : Save Me '77
- 1978 : Spend the Night with Me
- 1978 : Mission to Venus
- 1979 : Café au Lait
- 1979 : Rollermania